# Twisted Childhood Universe
 Pour plus de détails, voir Fiche technique et Distribution
The Twisted Childhood Universe (TCU) est une franchise cinématographique britannique de films d'horreur et de slashers indépendants produite par Jagged Edge Productions et ITN Studios.
La franchise, dont les productions font partie d'un univers partagé, démarre en 2023 avec Winnie-the-Pooh: Blood and Honey de Rhys Frake-Waterfield (en). Elle est partiellement basée sur la ruine de personnages d'enfance bien-aimés et, à travers le prisme narratif, sur la transformation de ces personnages en monstres sombres et meurtriers. Chaque film sert de réécriture sombre de divers personnages de contes de fées du domaine public ayant appartenu à Disney.
Winnie-the-Pooh: Blood and Honey, le premier volet de la franchise, a été accueilli de manière négative par les critiques et plus mitigé par les fans, même s'il a réalisé des bénéfices au box-office. Le film a été critiqué pour son scénario, son jeu d'acteurs, sa cinématographie et son manque d'humour ; il a également été récompensé par cinq Golden Raspberry Awards. Par la suite, le créateur de la franchise a exprimé sa volonté de faire progresser la franchise avec les prochains films ; la suite, Winnie-The-Pooh: Blood and Honey 2, a été perçue par de nombreux critiques comme une amélioration par rapport à son prédécesseur.

## Genèse
En 2022, après que Winnie l'ourson soit entré dans le domaine public, Jagged Edge Productions a commencé la production d'une adaptation d'horreur. Dès la publication des premières images promotionnelles du film, le film est devenu une sensation virale sur Internet. Après sa sortie limitée, le film a finalement été considéré comme un succès financier, récupérant 5 millions de dollars sur son petit budget de 100 000 dollars. À la suite du gain monétaire, Jagged Edge Productions a annoncé son intention de produire une suite avec un budget plus élevé, tout en précisant qu'un univers cinématographique alors sans nom mettant en vedette des personnages de diverses histoires pour enfants était en développement,,,. En février 2023, il a également été déclaré que les personnages de chacun des films individuels partageraient finalement l'écran sous la forme d'un crossover,,,,.
En mars 2024, Jagged Edge Productions a officiellement annoncé que la franchise s'intitulerait The Twisted Childhood Universe, tout en annonçant une gamme complète de films, culminant avec un film cross-over,.

## Films

### Films réalisés

#### Winnie-the-Pooh: Blood and Honey (2023)
Le premier film de la franchise, Winnie-the-Pooh: Blood and Honey, suit les personnages Winnie l'ourson et Porcinet dans le rôle de méchants meurtriers et misanthropes. Le développement du film a commencé après que le livre original de Winnie l'ourson soit entré dans le domaine public en 2022. Initialement prévu pour une sortie en octobre 2022, le film est devenu viral après son annonce, et une publicité accrue a motivé des reprises et une sortie en salle en 2023. Le film a rapporté 5,2 millions de dollars dans le monde entier pour un budget de 100 000 dollars.

#### Winnie-the-Pooh: Blood and Honey 2 (2024)
En juin 2022, Frake-Waterfield a exprimé son intérêt pour la création d'une suite et a déclaré qu'il voulait « aller encore plus loin et devenir encore plus fou et encore plus extrême ». En novembre 2022, il a annoncé qu'une suite, intitulée Winnie l'ourson 2, était en développement avec son retour en tant que réalisateur et scénariste, avec un budget cinq fois plus important que celui du volet précédent ; il sera confirmé plus tard que le budget avait été multiplié par dix par rapport au premier film. En septembre 2023, des images teaser ont été publiées,,, et il a été révélé que le film ne présenterait pas le même casting que son prédécesseur. Le tournage de la suite a commencé fin 2023, avec une sortie en salles limitée aux États-Unis du 26 au 28 mars 2024. Le film a rapporté 7,5 millions de dollars dans le monde entier pour un budget de 500 000 dollars.

#### Peter Pan's Neverland Nightmare (2025)
En novembre 2022, un film d'horreur centré sur le personnage principal de Peter Pan et Wendy a été annoncé comme étant en développement ; avec Rhys Frake-Waterfield et Scott Jeffrey une fois de plus comme producteurs. Il a été révélé plus tard que Jeffrey était le réalisateur d'après un scénario qu'il a écrit, le cinéaste déclarant que le film s'inspirerait d'une combinaison de cinéma français, de Haute Tension et de The Black Phone . L'intrigue sera centrée sur la recherche de Wendy pour son frère Michael, qui a été enlevé par Peter Pan et la Fée Clochette. Frake-Waterfield a déclaré que la Fée Clochette sera « très obèse et se remettra de la drogue », tandis que Jeffrey a déclaré que le personnage est « accro à l'héroïne et convaincu que c'est Pixie Dust ». Le film est prévu pour 2025.

#### Bambi: The Reckoning (2025)
En novembre 2022, un film d'horreur centré sur le personnage principal de Bambi, une vie dans les bois a été annoncé comme étant en développement. Le film sera réalisé par Dan Allen, à partir d'un scénario écrit par Rhys Warrington. Il sera à nouveau producteur aux côtés de Scott Chambers (en). L'intrigue suit une femme nommée Xana et son fils nommé Benji, qui doivent se battre pour survivre lorsqu'ils se retrouvent en proie à une machine à tuer, un cerf à la suite d'un accident de voiture. Officiellement intitulé Bambi: The Reckoning, le film sera développé par ITN Studios et Jagged Edge Productions,. Jeffrey a décrit le film comme « une réinterprétation incroyablement sombre de l'histoire de 1928 que nous connaissons et aimons tous. S'inspirant du design utilisé dans The Ritual de Netflix, Bambi sera une machine à tuer vicieuse qui se cache dans la nature sauvage. » .

### Films en production

#### Pinocchio: Unstrung (2025)
En février 2024, il a été annoncé qu'un film d'horreur centré sur le personnage principal des Aventures de Pinocchio était en développement. Il a également été révélé que des personnages supplémentaires d'autres histoires seraient présents dans le cadre de l'histoire. Officiellement intitulé Pinocchio: Unstrung, grâce à la sortie du premier concept art promotionnel, l'intrigue et l'équipe de tournage, y compris le réalisateur et le scénariste, devraient être révélées ultérieurement. La sortie du film est prévue pour 2025,,.

#### Poohniverse: Monsters Assemble (2025)
En mars 2024, le point culminant de la franchise sous la forme d'un film cross-over a été annoncé avec le titre officiel de Poohniverse: Monsters Assemble . L'intrigue inclurait des personnages de chacun des volets précédents, alors que les versions meurtrières des personnages de contes de fées pour enfants s'associent pour traquer les survivants individuels de leurs massacres et cherchent à conquérir le monde dans le processus. Le gang de monstres cauchemardesques comprendra des personnages de retour tels que Winnie l'ourson (étant le chef du gang), Tigrou, Porcinet, Maître Hibou, Bambi, Peter Pan, la Fée Clochette, Crochet, Pinocchio et le Grillon ; tout en introduisant également Coco Lapin, la Belle au bois dormant et le Chapelier fou au groupe. Rhys Frake-Waterfield sera le réalisateur et producteur aux côtés de Scott Chambers. La sortie du film est prévue pour 2025.

#### Winnie-the-Pooh: Blood and Honey 3 (2026)
En mars 2024, peu de temps après la sortie du deuxième film, il a été annoncé que Winnie-the-Pooh: Blood and Honey 3  était entré en développement. Le film aura un budget plus important que ses prédécesseurs et mettra en vedette Heffalump (en) Woozles, Grand Gourou et Petit Gourou.

#### Awakening Sleeping Beauty(à venir)
En mars 2024, après avoir été répertorié sur IMDb comme un film à venir par Jagged Edge Productions pendant un certain temps,, le studio a officiellement confirmé que Awakening Sleeping Beauty est l'un des projets en cours de développement pour la franchise,,.

#### Snow White Returns(à venir)
En mai 2024, lors du Festival de Cannes, Jagged Edged Productions a révélé les affiches teaser des volets de The Twisted Childhood Universe, annonçant officiellement Snow White Returns comme faisant partie de sa programmation,.

#### Alice the mad(à venir)
En janvier 2025, Scott Chambers a annoncé qu'un film indépendant basé sur le Chapelier fou est prévu. Plus tard dans le mois, le producteur a annoncé le titre officiel du projet, Alice the Mad. Il explique ensuite que le projet serait centré sur Alice, est poursuivie par un Chapelier fou travaillant pour une agence nommée le Lapin Blanc. Il déclare que le film ferait partie de la deuxième phase de la franchise, exprimant son intention de le réaliser, tout en citant d'autres films d'horreur comme source d'inspiration créative, notamment Terreur à l'opéra, Maniac et MaXXXine,.

#### Tigger's Return(à venir)
En janvier 2025, Scott Chambers a annoncé, qu'un spin-off des films Winnie-the-Pooh : Blood and Honey, centré sur Tigrou est en préparation. Il annonce que ce dernier entrera en production après la sortie de Poohniverse: Monsters Assemble. Le producteur explique que l’engouement du public pour le personnage est une des raisons pour laquelle ce dernier avait droit à son propre épisode.

#### Autres projets liés à l'univers
En janvier 2025, Scott Chambers présente un projet de film sur Mary Poppins, après son introduction dans le film Poohniverse. Il fait également part d’une volonté de réaliser une suite au film Peter Pan's Neverland Nightmare. Il précise néanmoins que la suite se fera en fonction du Box-office du premier opus.

#### Autres projets potentiels
Rhys Frake-Waterfield a exprimé son intérêt pour la création de films sur Thor, ainsi que sur des franchises sous licence telles que Teletubbies, Teenage Mutant Ninja Turtles, et Les Supers Nanas, bien qu'aucune annonce concernant ces franchises n'ait été faite.

## Fiche technique

### Films réalisés
|              | Winnie-the-Pooh: Blood and Honey | Winnie-The-Pooh: Blood and Honey 2  | Peter Pan's Neverland Nightmare                  | Bambi: The Reckoning                             |
| ------------ | -------------------------------- | ----------------------------------- | ------------------------------------------------ | ------------------------------------------------ |
| Réalisateurs | Rhys Frake-Waterfield (en)       | Rhys Frake-Waterfield (en)          | Scott Jeffrey (en)                               | Dan Allen                                        |
| Scénaristes  | Rhys Frake-Waterfield            | Rhys Frake-Waterfield Matt Leslie   | Scott Jeffrey                                    | Rhys Warrington                                  |
| Producteur   | Jagged Edge Productions          | Jagged Edge Productions ITN Studios | Scott Jeffrey (en) et Rhys Frake-Waterfield (en) | Scott Jeffrey (en) et Rhys Frake-Waterfield (en) |
| Musique      | Andrew Scott Bell                | Andrew Scott Bell                   | Greg Birkumshaw                                  | Greg Birkumshaw                                  |
| Photographie | Vince Knight                     | Vince Knight                        | Vince Knight                                     | Vince Knight                                     |
| Sortie       | 10 mars 2023                     | 26 mars 2024                        | 24 février 2025                                  | 25 juillet 2025                                  |
| Sortie       | 19 juillet 2023                  | 10 septembre 2024                   | -                                                | -                                                |
| Durée        | 84 minutes                       | 95 minutes                          | 89 minutes                                       | 81 minutes                                       |

### Films en production
|              | Pinocchio: Unstrung (en)                         | Poohniverse: Monsters Assemble (en)              | Winnie-the-Pooh: Blood and Honey 3               | Awakening Sleeping Beauty | Snow White Returns | Alice the mad | Tigger's Return |
| ------------ | ------------------------------------------------ | ------------------------------------------------ | ------------------------------------------------ | ------------------------- | ------------------ | ------------- | --------------- |
| Réalisateurs | Rhys Frake-Waterfield                            | En production                                    | En production                                    | En production             | En production      | En production | En production   |
| Scénaristes  | Matt Leslie                                      | En production                                    | En production                                    | En production             | En production      | En production | En production   |
| Producteur   | Scott Jeffrey (en) et Rhys Frake-Waterfield (en) | Scott Jeffrey (en) et Rhys Frake-Waterfield (en) | Scott Jeffrey (en) et Rhys Frake-Waterfield (en) | En production             | En production      | En production | En production   |
| Musique      | Greg Birkumshaw                                  | En production                                    | En production                                    | En production             | En production      | En production | En production   |
| Photographie | Vince Knight                                     | En production                                    | En production                                    | En production             | En production      | En production | En production   |
| Sortie       | 2025                                             | 2025                                             | 2026                                             | A venir                   | A venir            | A venir       | A venir         |
| Sortie       | A venir                                          | A venir                                          | A venir                                          | A venir                   | A venir            | A venir       | A venir         |
| Durée        |                                                  |                                                  |                                                  |                           |                    |               |                 |

## Accueil

### Accueil critique
| Films                              | Rotten Tomatoes | Metacritic | Allociné |
| ---------------------------------- | --------------- | ---------- | -------- |
| Winnie-the-Pooh: Blood and Honey   | 3 %             | 16         | [ 51 ]   |
| Winnie-The-Pooh: Blood and Honey 2 | 47 %            | 27         | [ 54 ]   |
| Peter Pan's Neverland Nightmare    | 50 %            | 50         | [ 57 ]   |
| Bambi: The Reckoning               | 63 %            | -          | -        |

### Box-office
| Film                               | Année | Recettes          | Recettes       | Recettes     | Entrées      | Entrées | Budget    |
| Film                               | Année | États-Unis Canada | Reste du monde | Mondial      | France       | Europe  | Budget    |
| ---------------------------------- | ----- | ----------------- | -------------- | ------------ | ------------ | ------- | --------- |
| Winnie-the-Pooh: Blood and Honey   | 2023  | 2 082 898 $       | 5 634 146 $    | 7 717 044 $  | 430          | 320 785 | 100 000 $ |
| Winnie-The-Pooh: Blood and Honey 2 | 2024  | 553 144 $         | 7 049 397 $    | 7 582 541 $  | Sorti en VOD | 73 030  | 500 000 $ |
| Peter Pan's Neverland Nightmare    | 2025  | 230 515 $         | 1 330 846 $    | 1 561 361 $  |              |         | 360 000 $ |
| Bambi: The Reckoning               | 2025  | 171 778 $         | 24 459 $       | 196 237 $    |              |         | -         |
| Total                              | Total | 3 038 335 $       | 14 038 848 $   | 17 077 183 $ | 430          | 393 815 | 960 000 $ |

Sources ,,,,,,

### Nominations et récompenses
À l’occasion de la 44e cérémonie des Razzie Awards, Winnie-the-Pooh: Blood and Honey est le plus récompensé avec le Razzie du pire film (en), le pire couple à l'écran (en),  Pire préquelle, remake, reboot ou suite, le pire scénario (en) et le pire réalisateur (en). Il reçoit également le Golden Schmoes (2024) « Worst Movie of the Year ».
Le troisième opus, Peter Pan's Neverland Nightmare est nominé 5 fois aux National Film Awards UK (en). Le film en gagne deux. Kit Green (en), Martin Portlock, Megan Placito et Peter DeSouza-Feighoney sont respectivement nommés dans les catégories «  Best Supporting Actress », «  Best Actor », «  Best Actress » et «  Best Supporting Actor ». Martin Portlock et Megan Placito gagnent la récompense. Nominé dans la catégorie «  Best Thriller », le film ne gagne pas la récompense.